# Who You Wit
Who You Wit è una canzone del rapper statunitense Jay-Z, prodotta da Ski Beatz. Pubblicata per promuovere il film comico Sprung, la traccia appare nella colonna sonora della pellicola.
Una canzone intitolata Who You Wit II è stata inserita da Jay-Z nel suo secondo album, In My Lifetime, Vol. 1: questa seconda versione mantiene la stessa base prodotta da Ski Beatz, ma differisce nel testo.

## Tracce

### CD
1. Who You Wit (Clean Version) - 4:05
2. Who You Wit (Album Version) - 4:07
3. Who You Wit (Instrumental Version) - 4:07
4. Who You Wit (A Cappella Clean Version) - 3:58

### Vinile
Lato A
1. Who You Wit (Album Version) - 4:07
2. Who You Wit (A Cappella) - 3:58

Lato B
1. Who You Wit (Clean Version) - 4:07
2. Who You Wit (Instrumental Version) - 4:08

## Classifiche

### Classifiche settimanali
| Classifica (1997)        | Posizione massima |
| ------------------------ | ----------------- |
| Regno Unito              | 65                |
| Stati Uniti              | 84                |
| US Hot R&B/Hip-Hop Songs | 25                |
| US R&B/Hip Hop Airplay   | 30                |